# Johann Albin Schlick
Johann Albin Schlick, Graf zu Passaun und Weißkirchen, Herr auf Falkenau und Duppau (* 1579; † 1640 in Zwickau), war Vertreter der böhmischen Stände und Anhänger des Winterkönigs Friedrich V. von der Pfalz.

## Leben
Johann Albin Graf Schlick wurde als Sohn des Grafen Christoph II. Schlick (1535–1615), Herr zu Passaun, Weißkirchen, Falkenau und (seit 1566) Duppau und dessen erster Ehefrau Catharina Hrzan von Harras geboren.
Er war 1615 Kommissär zur Landesdefension und ein Mitglied des böhmischen Regierungsdirektoriums. 1618 und 1619 wurde er zum Direktor und Landesrat aus dem Herrenstande gewählt. Zudem fungierte er als Vertreter der Böhmischen Stände, z. B. auf dem Heilbronner Unionstag 1621. 1619 beherbergte er Friedrich V. von der Pfalz, zu dem er als Anhänger der protestantischen Religion fest hielt. Infolge der verlorenen Schlacht am Weißen Berg wurden seine Herrschaften Falkenau und Duppau konfisziert, erstere wurde 1622 an Otto von Nostitz, letztere an Wilhelm Verdugo verkauft. 
Es gelang ihm 1621, nach Köthen zu fliehen und so sein Leben zu retten. Dort wurde er Mitglied der Fruchtbringenden Gesellschaft als Der Ausgetruckte. Er starb als Exulant.

## Familie
Johann Albin vermählte sich 1609 mit Johanna Freiin von Wildenfels. Deren Sohn war Joachim Andreas II. Schlick, Graf von Passaun und Weisskirchen (1618–1666), in erster Ehe mit Christine Maria van Schönburg-Schillen (1638–1678), in zweiter Ehe mit Agnes Johanna Schlick von Passaun und Weisskirchen (1661–1750) verheiratet. Mit diesem Sohn erlosch dieser Familienzweig im Mannesstamme.